# Muojärvi (sjö i Suomussalmi, Kajanaland)
Muojärvi är en sjö i kommunen Suomussalmi i landskapet Kajanaland i Finland. Sjön ligger 201,2 meter över havet. Den är 18,5 meter djup. Arean är 55 hektar och strandlinjen är 6,78 kilometer lång. Sjön  ingår i Uleälvens huvudavrinningsområde.   Den ligger omkring 140 kilometer nordöst om Kajana och omkring 610 kilometer norr om Helsingfors. 